# The Champion
The Champion (br: Campeão no boxe / pt: O campeão) é um filme mudo estadunidense de curta-metragem de 1915, produzido por Jess Robbins para o Estúdios Essanay, e escrito, dirigido e protagonizado por Charles Chaplin. É uma comédia em três atos.

## Sinopse
Passeando com seu buldogue, o vagabundo encontra uma ferradura do lado de fora de um ginásio. Com o objeto, ele decide testar sua sorte em um desafio de boxe, enfrentando como sparring um lutador profissional. O vagabundo esconde a ferradura na luva e consegue nocautear o lutador da academia. O treinador o coloca como o novo lutador e ele passa a treinar, acompanhado de um garrafão de cerveja, para uma nova e grande luta. A filha do treinador se interessa por ele e um trapaceiro tenta convencê-lo a perder o embate. Durante a equilibrada luta, o vagabundo recebe ajuda de seu fiel buldogue.

## Elenco
- Charles Chaplin .... desafiante
- Edna Purviance .... filha do treinador
- Ernest Van Pelt .... Spike Dugan
- Lloyd Bacon .... segundo adversário
- Leo White .... apostador
- Carl Stockdale .... adversário
- Billy Armstrong ... adversário
- Paddy McGuire .... adversário
- Bud Jamison .... Bob Uppercut, o campeão
- Ben Turpin .... vendedor na platéia